# Peperboompjesfamilie
De peperboompjesfamilie (Thymelaeaceae) is een familie van voornamelijk heesters, maar ook kruidachtige planten, lianen en bomen. De familie komt wereldwijd voor, speciaal in tropisch Afrika en Australië.
Het APG III-systeem (2009) plaatst deze familie in de orde Malvales, in de eudicots, oftewel de 'nieuwe' tweezaadlobbigen. In het Cronquist-systeem (1981) werd de peperboompjesfamilie in de orde Myrtales ondergebracht, in de 'oude' Tweezaadlobbigen; dit is dezelfde plaatsing als in het Wettstein-systeem (1935).
In Nederland en België komen alleen het rood peperboompje (Daphne mezereum) en het zwart peperboompje (Daphne laureola) in het wild voor. Andere soorten zijn Daphne pseudomezereum, Daphne sericea en gewoon vogelkopje (Thymelaea passerina).
De familie telt tussen de vijfhonderd en duizend soorten in circa vijftig geslachten:
- Aëtoxylon, Amyxa, Arnhemia, Atemnosiphon, Craterosiphon, Cryptadenia, Dais, Daphne, Daphnemorpha, Daphnopsis, Deltaria, Diarthron, Dicranolepis, Dirca, Drapetes, Edgeworthia, Enkleia, Eriosolena, Funifera, Gnidia, Goodallia, Jedda, Kelleria, Lachnaea, Lagetta, Lasiadenia, Lasiosiphon, Lethedon, Linodendron, Linostoma, Lophostoma, Oreodendron, Ovidia, Passerina, Peddiea, Phaleria, Pimelea, Rhamnoneuron, Schoenobiblus, Stellera, Stephanodaphne, Struthiola, Synandrodaphne, Synaptolepis, Thecanthes, Thymelaea, Wikstroemia.